# عقرب عاشق
عقرب عاشق یک مجموعهٔ نمایش خانگی ایرانی در ژانر درام و علمی-تخیلی محصول سال ۱۴۰۲ به کارگردانی حسین سهیلی‌زاده  و به تهیه‌کنندگی رضا محقق است. پخش این سریال از دوشنبه ۱۲ تیر ۱۴۰۲ در پلتفرم نماوا آغاز شد و در ۲۲ آبان به پایان رسید. محمدرضا فروتن، آرمان درویش، آتنه فقیه‌نصیری، حسین پاکدل، ساقی حاجی‌پور، شقایق فراهانی، سیاوش خیرابی، متین ستوده، رضا بهبودی و مهران رنجبر از بازیگران این مجموعه به شمار می‌روند. عقرب عاشق سومین سریال نمایش خانگی ساختهٔ حسین سهیلی‌زاده می‌باشد.

## خلاصهٔ داستان
بهداد می‌میرد.. همه چیز برای او و اطرافیانش تمام می‌شود. او اما مدتی بعد در خیابان‌های تهران به دنبال خون می‌گردد. خونی برای عقرب…

## بازیگران
| بازیگر          | نقش                   | توضیحات                                                                       |
| --------------- | --------------------- | ----------------------------------------------------------------------------- |
| محمدرضا فروتن   | سیروس عقرب‌چی (سیریوس) | نقش اصلی، عقرب                                                                |
| آرمان درویش     | بهداد آزادی، پولاریس  | نقش اصلی، عقرب و همسر آبان                                                    |
| آتنه فقیه‌نصیری  | سمیه دهقان            | همسر اول فرید دهقان، زن عموی آبان و مادر معراج                                |
| حسین پاکدل      | محمود آزادی           | پدر بهداد و بهناز، همسر پوران، شوهرخاله سپیده و کسری                          |
| شقایق فراهانی   | شهلا دهقان            | مادر آبان، همسر دوم فرید و زن عموی معراج                                      |
| ساقی حاجی‌پور    | آبان دهقان            | نامزد سابق ماکان، دوست فرشته، امین و نیکا، همسر بهداد                         |
| سیاوش خیرابی    | کسری کاظمی            | پسرخاله بهداد و بهناز و خاطرخواه و خواستگار بهناز                             |
| متین ستوده      | فرشته شرفی، آکسیون    | دوست آبان، خواهر نیکا، نامزد معراج، عقرب                                      |
| رضا بهبودی      | فرید دهقان            | عموی آبان، همسر شهلا و سمیه، پدر معراج، قاتل بهادر،(هادیسیوس) عقرب            |
| مهران رنجبر     | ماکان تاج             | نامزد سابق آبان                                                               |
| علی صلاحی       | ایزیسیوس              | عقرب، رئیس سابق ایستگاه فضایی                                                 |
| سمیرا حسینی     | سپیده وطنی            | نامزد بهداد، دخترخاله بهداد، بهناز و کسری، مادر بچه بهداد (کالبد جدید آکسیون) |
| رضا فیاضی       | مسعود میمی            | وکیل سیروس عقرب‌چی (سیریوس)                                                    |
| رویا جاویدنیا   | پوران آزادی           | مادر بهداد و بهناز، همسر محمود، خاله سپیده و کسری                             |
| شیدا یوسفی      | بهناز آزادی           | خواهر بهداد، دخترخاله کسری و سپیده، خاطرخواه کسری                             |
| هدایت‌الله سجادی | سرهنگ صیفی            | مسئول پرونده سیریوس                                                           |
| رضا پژوهی       | فدوی                  | راننده شرکت محمود                                                             |
| خاطره جهانگیری  | نیکا شرفی             | همسر امین، دوست آبان، خواهر فرشته                                             |
| پارسا صحرایی    | امین                  | همسر نیکا، شوهرخواهر فرشته، دوست آبان                                         |
| هادی الیاس      | معراج دهقان           | پسر سمیه و فرید، پسرعموی آبان، نامزد فرشته                                    |